# Seuneubok Dalam (Nurussalam)
Seuneubok Dalam is een bestuurslaag in het regentschap Aceh Timur van de provincie Atjeh, Indonesië. Seuneubok Dalam telt 306 inwoners (volkstelling 2010).